# 六花書林
六花書林（りっかしょりん）は、歌集・歌書・句集の刊行を専門とする日本の出版社。

## 概要
歌人でもある宇田川寛之（結社短歌人所属）によって2005年に設立された。
2015年11月には、「六花書林十周年記念」の表題で非売品の小冊子を発行。好評を受けて、以後年に一度、商品として雑誌『六花』を発行している。
なお取次流通上では、別の出版社である開発社が「発売元」となっている。

## 主な刊行物
- 『仙波龍英歌集』2007年。
- 杉﨑恒夫歌集『パン屋のパンセ』2010年。